# Казазов
Казазов (Казазово) — хутор в Теучежском районе Республики Адыгея России. Входит в состав Пчегатлукайского сельского поселения.

## Население
| 2002 | 2010 | 2013 | 2014 | 2015 | 2016 | 2017 |
| ---- | ---- | ---- | ---- | ---- | ---- | ---- |
| 250  | ↗272 | ↗283 | ↘279 | ↗291 | ↗293 | ↘287 |
| 2018 | 2019 | 2020 | 2021 | 2023 | 2024 |      |
| ↘274 | →274 | ↗283 | ↗298 | ↘293 | ↘280 |      |

По данным Всероссийской переписи 2021 года:
| Народ               | Численность, чел. | Доля от всего населения, % |
| ------------------- | ----------------- | -------------------------- |
| адыги (черкесы)     | 189               | 63,42 %                    |
| русские             | 74                | 24,83 %                    |
| другие / не указано | 35                | 11,74 %                    |
| всего               | 298               | 100,0 %                    |

## Улицы
- Андрухаева,
- Войсковая,
- Гагарина,
- Красная,
- Ленина,
- Майкопская,
- Мира,
- Новоселов,
- Полевая,
- Фермерская,
- Шоссейная.

## Достопримечательности
- Шлем Казазово представленный на выставке «Сокровища Кубани», датирован IX веком[15].